# Jim Bottomley
James Leroy Bottomley (ur. 23 kwietnia 1900, zm. 11 kwietnia 1959) – amerykański baseballista, który występował na pozycji pierwszobazowego przez 16 sezonów w Major League Baseball.

## Życiorys
Bottomley podpisał kontrakt jako wolny agent w 1920 roku z St. Louis Cardinals, jednak początkowo grał w zespołach niższych lig, w Mitchell Kernel, Sioux City Packers, Houston Buffaloes i Syracuse Stars. W MLB zadebiutował 18 sierpnia 1922 w meczu przeciwko Philadelphia Phillies, w którym zaliczył uderzenie. W sezonie 1925 zaliczył najwięcej w MLB uderzeń (227) i double'ów (44), zaś rok później najwięcej w National League double'ów (40), RBI (120) i wszystkich baz ogółem (305). W 1926 wystąpił we wszystkich meczach World Series, w których Cardinals pokonali New York Yankees 4–3.
W 1928 zwyciężając w klasyfikacji pod względem liczby zdobytych home runów (31 – 1. wynik eq aequo), zaliczonych triple'ów (20), RBI (136) i wszystkich baz ogółem (362), został wybrany najbardziej wartościowym zawodnikiem. W 1931 zagrał w siedmiu meczach World Series, w których Cardinals pokonali Philadelphia Athletics 4–3. W grudniu 1932 w ramach wymiany zawodników przeszedł do Cincinnati Reds, w którym występował przez trzy sezony.
W latach 1936–1937 był zawodnikiem St. Louis Browns (w 1937 był grającym menadżerem), w którym zakończył karierę. W późniejszym okresie był między innymi menadżerem Syracuse Chiefs z International League i skautem w Chicago Cubs. Zmarł 11 kwietnia 1959 na zawał serca w wieku 58 lat. W 1974 został wybrany do Galerii Sław Baseballu.

## Nagrody i wyróżnienia
| Nagroda/wyróżnienie         | Lata       | Źródło      |
| MVP National League         | 1928       | [ 6 ]       |
| 2× zwycięzca w World Series | 1926, 1931 | [ 5 ] [ 7 ] |
| Baseball Hall of Fame       | od 1974    | [ 9 ]       |